# Renovering

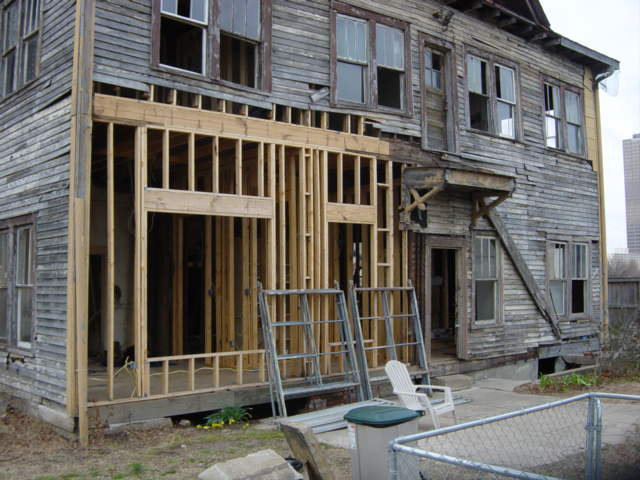
Påbörjad renovering av ett trähus.

Renovering (av latinska renovare "förnya") innebär att man förbättrar eller återställer ett föremål som förändrats (försämrats) genom åldring, till ett tekniskt skick som motsvarar nyskick.
Renovering görs av till exempel byggnader och möbler.